# Virgílio Teixeira
Virgílio Gomes Delgado Teixeira, meglio conosciuto come Virgílio Teixeira (Funchal, 26 ottobre 1917 – Funchal, 5 dicembre 2010), è stato un attore portoghese di cinema e televisione.

## Biografia
Virgílio Teixeira ha recitato nel cinema tra gli anni 1940 e 1960. Negli anni '40 ha partecipato in Portogallo a diversi film, trasferendosi a Hollywood nel decennio successivo. Nel corso della sua carriera ha partecipato a 92 produzioni cinematografiche, 150 programmi televisivi e due pièce teatrali in Spagna, Portogallo e Stati Uniti d'America.
Oltre al suo lavoro come attore, Virxilio Teixeira è stato delegato dalla Società portoghese degli autori a Funchal. Inoltre ha occupato il consiglio della cultura dal Partito socialdemocratico del Portogallo nella Camera Municipal di Funchal tra il 1980 e il 1983.

## Filmografia parziale

### Cinema
- O Costa do Castelo, regia di Arthur Duarte (1943)
- La leonessa di Castiglia (La leona de Castilla), regia di Juan de Orduña (1951)
- Il segreto di Cristoforo Colombo (Alba de América), regia di Juan de Orduña (1951)
- Amore e fango - Palude tragica (Cañas y barro), regia di Juan de Orduña (1954)
- Alessandro il Grande (Alexander the Great), regia di Robert Rossen (1956)
- Il 7º viaggio di Sinbad (The 7th Voyage of Sinbad), regia di Nathan Juran (1958)
- Salomone e la regina di Saba (Solomon and Sheba), regia di King Vidor (1959)
- Paquito (The Boy Who Stole Million), regia di Charles Crichton (1960)
- El Cid, regia di Anthony Mann (1961)
- Furto su misura (The Happy Thieves), regia di George Marshall (1961)
- Il segno di Zorro, regia di Mario Caiano (1963)
- La caduta dell'Impero romano (The Fall of the Roman Empire), regia di Anthony Mann (1964)
- Scappamento aperto (Échappement libre), regia di Jean Becker (1964)
- Saul e David, regia di Marcello Baldi (1964)
- Corpo a corpo (L'Arme à gauche), regia di Claude Sautet (1965)
- M 5 codice diamanti (A Man Could Get Killed), regia di Ronald Neame (1966)
- Il ritorno dei magnifici sette (Return of the Seven), regia di Burt Kennedy (1966)
- Surcouf, l'eroe dei sette mari, regia di Sergio Bergonzelli, Roy Rowland (1966)
- Il grande colpo di Surcouf, regia di Sergio Bergonzelli, Roy Rowland (1966)